# Église Sainte-Croix d'Ixelles
Pour les articles homonymes, voir Église de la Sainte-Croix.
L’église Sainte-Croix (en néerlandais : Heilig Kruiskerk) est un édifice religieux catholique sis sur la place Sainte-Croix, à Ixelles (Bruxelles). Construite au milieu du XIXe siècle à proximité des étangs et de la place Flagey, l'église est de style Art déco pour la partie extérieure et de style néo-gothique pour l’intérieur mais de style Art déco pour plusieurs parties du mobilier dont les confessionnaux et les autels latéraux du déambulatoire.
Cet édifice remplaçait la petite église Sainte-Croix, traditionnel lieu de culte des charbonniers travaillant dans la forêt de Soignes. À la suite de l’augmentation de la population d’Ixelles, l'ancienne église ne convenait plus et fut démolie par les autorités communales.

## Les bâtiments
La nouvelle église Sainte-Croix a été construite en deux phases sur un terrain de terre ferme située non loin du grand étang d’Ixelles, actuelle place Flagey, dont le sol humide et poreux ne permettait pas l’édification d’un édifice de grande surface sans de coûteux travaux de substructions, comme envisagé lors d’un premier projet sanctionné par un arrêté royal de 1856.
Les travaux commencèrent en 1859 à l'initiative du curé Jean Joseph Dox et furent terminés en 1863. La nouvelle église fut inaugurée en 1865. Il s’agissait d’un vaste bâtiment de style néo-gothique flamand fait de briques rouges et de parements de pierre de France. L’architecte en fut Van de Wiele.
Toutefois, le sol instable et sablonneux provoqua de nombreuses fissures dans ce bâtiment. Afin de le consolider il fut enchâssé dans une nouvelle structure de brique et de béton lui donnant un aspect extérieur Art déco bien caractéristique. Cette nouvelle phase de travaux dura de 1940 à 1942. Elle est l’œuvre de l’architecte et ingénieur Paul Rome (décédé le 7 juin 1989), qui avait également terminé la basilique de Koekelberg en continuant l'œuvre d'Albert Van Huffel, dont il était le collaborateur.

## Patrimoine
- L'orgue paré d'une menuiserie de style postromantique, date de 1936. Il est l'œuvre des facteurs Jules Anneessens-Tanghe et August Laukhuff.
- Les vitraux, tableaux, sculptures.
- Statue Notre-Dame de la Cambre, don de l'abbesse de la Cambre en 1792 tant que les Religieuses cisterciennes ne reviendraient pas.
- l'autel actuel au centre de l'église est un élément de l'ancienne chaire de vérité de toute beauté recouverte d'une sobre plaque de marbre en connivence avec toutes les autres pièces de marbre des autels de style Art déco du déambulatoire.
- On ne peut passer sous silence la relique de la Vraie Croix qui est arrimée - dans son reliquaire - à l'autel latéral dans le déambulatoire (autel en marbre rouge). Le reliquaire réalisé pour l'occasion est fait d'une immense croix staurothèque qui peut être déplacée et a servi plusieurs années pour la vénération de la relique de la Sainte Croix lors du vendredi saint ou de la fête de l'Invention de la Sainte Croix (comprenez 'Inventio' c'est-à-dire Découverte de la Sainte Croix par Sainte Hélène - mère de l'empereur Constantin -) originellement fêtée en mai et remise au 14 septembre dans le nouveau calendrier post conciliaire du second concile du Vatican. Cette relique serait celle que l'archevêque de Cambrai - Jean de Bourgogne (fils naturel de Jean Sans Peur duc de Bourgogne) aurait enchâssé dans le premier lieu de culte. Le reliquaire a été porté aussi en procession lors de l'anniversaire des 550 ans de la paroisse.
- comment oublier la statue de saint Roch, le saint secondaire de la paroisse "ad Sanctam Crucem" un peu plus loin que l'autel de la relique de la Vraie Croix.
- comment ne pas mentionner la statue de Sainte Anne avec sa fille Marie qui est aussi de grande beauté de l'autre côté du déambulatoire.
- il y a aussi une statue d'un ange ou saint Jean venant de l'ancien Maître Autel sauvé des lourdes transformations post-conciliaires.
- pour celui ou celle dont le regard transperce les cloisons, il pourrait trouver derrière les panneaux dans la chapelle Notre-Dame dite aussi chapelle de semaine, tout un décor peint sur le mur mais qui aujourd'hui est celé à nos yeux.
- n'oublions pas un apport plus récent avec le tableau de Notre-Dame de Guadalupe - impératrice du Mexique - réalisé par un paroissien éclairé et qui a été solennellement inaugurée en présence de Madame l’Ambassadeur du Mexique.
- il y avait aussi une icône peinte de la Fête de la Croix glorieuse mise sous un cadre de verre et bois doré par un paroissien. Cette icône était particulière : don de feu le Doyen Freddy Baillien au curé de l'époque - abbé Michel Rongvaux - elle avait été bénite par un prêtre orthodoxe russe du Patriarcat de Moscou de et à la cathédrale St-Nicolas de l'avenue des Chevaliers à Ixelles-Bruxelles.  Cette icône avait été solennellement inaugurée en présence de l’Église orthodoxe afin qu'elle soit vénérable aussi bien par nos frères et sœurs orthodoxes que par nos autres frères et sœurs chrétiens qui le souhaitaient et marquer ainsi le désir de l'unité qui a toujours touché cette paroisse notamment lorsque le Foyer Oriental Chrétien PRO RUSSIA au 206 avenue de la Couronne envoyait de la littérature chrétienne derrière le rideau de fer (notamment les livres du Père Doudko et la traduction des œuvres du Père Alexandre Men mort martyr assassiné à coup de hache à Moscou). Malheureusement l'icône a fait l'objet d'un vol et n'a pas encore fait sa réapparition.

## Baptisés célèbres de la paroisse de la Sainte-Croix
L'église Sainte-Croix a connu au moins deux baptisés devenus célèbres. Marguerite Yourcenar née de Crayencour. Ensuite Léon-Joseph Cardinal Suenens qui fut baptisé par son oncle aussi à l'église de la Sainte-Croix d'Ixelles

## Organisation ecclésiale
L'église Sainte-Croix fait partie aujourd'hui de l’Unité pastorale Sainte-Croix d’Ixelles qui comprend en outre les paroisses de Notre-Dame de la Cambre/Saint-Philippe Néri, de celle de Saint-Boniface et de celle de Saint-Adrien.

## Liste des curés
Dans l'ancien régime, la paroisse était desservie par un chanoine de l'abbaye Saint-Jacques-sur-Coudenberg faisant fonction de curé.
- 1. Jean Florquin, desservant, chanoine de Saint-Jacques sur Coudenberg, qui signait les registres baptismaux depuis 1630.
- 2. Henri Wilmart, desservant, chanoine de Saint-Jacques sur Coudenberg, depuis 1660.
- 3. Antoine Botermans, desservant, chanoine de Saint-Jacques sur Coudenberg, depuis 1693.
- 4. Henri Theunis, desservant, chanoine de Saint-Jacques sur Coudenberg, 1714, mort en 1741.
- 5. Maximilien De Meester, desservant, chanoine de Saint-Jacques sur Coudenberg, 1742, devint ensuite prieur de l'abbaye Saint-Jacques-sur-Coudenberg.
- 6. Pierre Goelens, desservant, chanoine de Saint-Jacques sur Coudenberg, 1744, devint ensuite curé de Duisburg.
- 7. Gilles Warnots, devint ensuite curé à Lennik-Saint-Martin et en 1773 abbé de Saint-Jacques sur Coudenberg.
- 8. Joseph Vanderheyden, desservant, chanoine de Saint-Jacques sur Coudenberg, 1746 à 1779, puis par son coadjuteur jusqu'en 1783, devint abbé de Saint-Jacques sur Coudenberg.
- 9. François Spinael, desservant, chanoine de Saint-Jacques sur Coudenberg, 1783 , tué le 12 décembre 1789 d'un coup de mousquet par un des soldats de Bender lors de leur retraite de la ville de Bruxelles alors qu'il leur ouvrit lui-même la porte qu'ils allaient enfoncer[3].
- 10. Charles De Groot, desservant, chanoine de Saint-Jacques sur Coudenberg, 1790 décédé en 1795.
- 11. Antoine Van Brustom, desservant, chanoine de Saint-Jacques sur Coudenberg, 1795, refusa de jurer le serment de haine à la royauté (juramentum odii in Regiam potestatem) et fut remplacé par le prêtre jureur Van Beemen. Après le concordat il retrouva son poste pastoral le 14 juillet 1802.
- 12. Pierre Vandenhove, curé de 1822 à 1834.
- 13. Jean-Baptiste Mortas, ancien curé de Baisy-Thy, curé de 1834.
- 14. Jean Joseph Dox, de Meerhout, 1849 décédé le 1er mai 1878, enterré à Meerhout, il construisit entièrement une nouvelle église de 1859 à 1863 (novam funditus erexit ecclesiam).
- 15. Édouard Caris, ancien vicaire de Sainte-Catherine à Bruxelles, introduit fin juin 1878, démissionne fin septembre 1883.
- 16. Cornélius Van Dievoet, né à Meise le 9 décembre 1838 et décédé à Ixelles le 15 février 1910, entré au Grand séminaire de Malines le 1er octobre 1859, ordonné prêtre le 20 décembre 1862 à Malines, fut vicaire à Ixelles[4], Paroisse Sainte-Croix, du 14 février 1863 au 20 septembre 1883, puis curé de la Paroisse Sainte-Croix du 21 septembre 1883 à son décès le 15 février 1910. Sous le curé Cornélius Van Dievoet l'église commença à s'orner de beaucoup d'œuvres d'art[5], il y fit mettre une chaire gothique (1890-1893), un chemin de croix composé de tableaux peints (1892) et un grand ostensoir ainsi que des ornements précieux pour la messe, un nouvel orgue (1897), en partie des dons des fidèles et de son propre argent, ainsi qu'une grande cloche en do# (1893).
- Pierre Goossens (Asse, 1915 - La Hulpe, 2005), curé en 1957, devient vicaire général de Bruxelles[6].
- Jean Dobbeleer, grand homme de prière et d'ardeur pastorale qui a dû trouver - chaque année de son pastorat - l'argent pour payer les travaux que son prédécesseur avait commandés mais n'avait pas eu le temps de couvrir par un approvisionnement régulier de fonds.
- Gérard Daix, père du Saint-Sacrement, devenu ensuite doyen à Boitsfort, puis retiré dans le diocése de Namur
- Michel Rongvaux, prêtre diocésain originaire d'Ixelles (paroisse Saint-Adrien) qui avait en même temps la charge de secrétaire de la commission catholique pour l’œcuménisme de l'archidiocèse de Malines-Bruxelles. C'est sous son pastorat que des travaux de restauration ont pu avoir lieu.
- Luc Terlinden.